# Ukryty kwiat
Ukryty kwiat (ang. The Hidden Flower, tytuł alternatywny: Lennie) – powieść obyczajowa z 1952 roku, autorstwa amerykańskiej noblistki Pearl S. Buck. W Polsce wydana po raz pierwszy w 2009 roku przez Wydawnictwo Muza. Powieść opowiada o relacji dwudziestoletniej Japonki Josui i amerykańskiego oficera Allena w realiach po II wojnie światowej, w tym ich małżeństwie i przenosinach z Japonii do Nowego Jorku oraz różnicach kulturowych.
Dwa manuskrypty powieści do pierwszego wydania z odręcznymi poprawkami znajdują się w repozytorium West Virginia and Regional History Center.